# مارماهی ژاپنی
مارماهی ژاپنی (به انگلیسی: Japanese eel) یا اوناگی (به ژاپنی: 鰻 うなぎ Unagi) به یکی از انواع مارماهی مهاجر گفته می‌شود. این نوع ماهی در آشپزی ژاپنی به طور گسترده مصرف می‌شود. اوناگی یکی از انواع سوشی است.

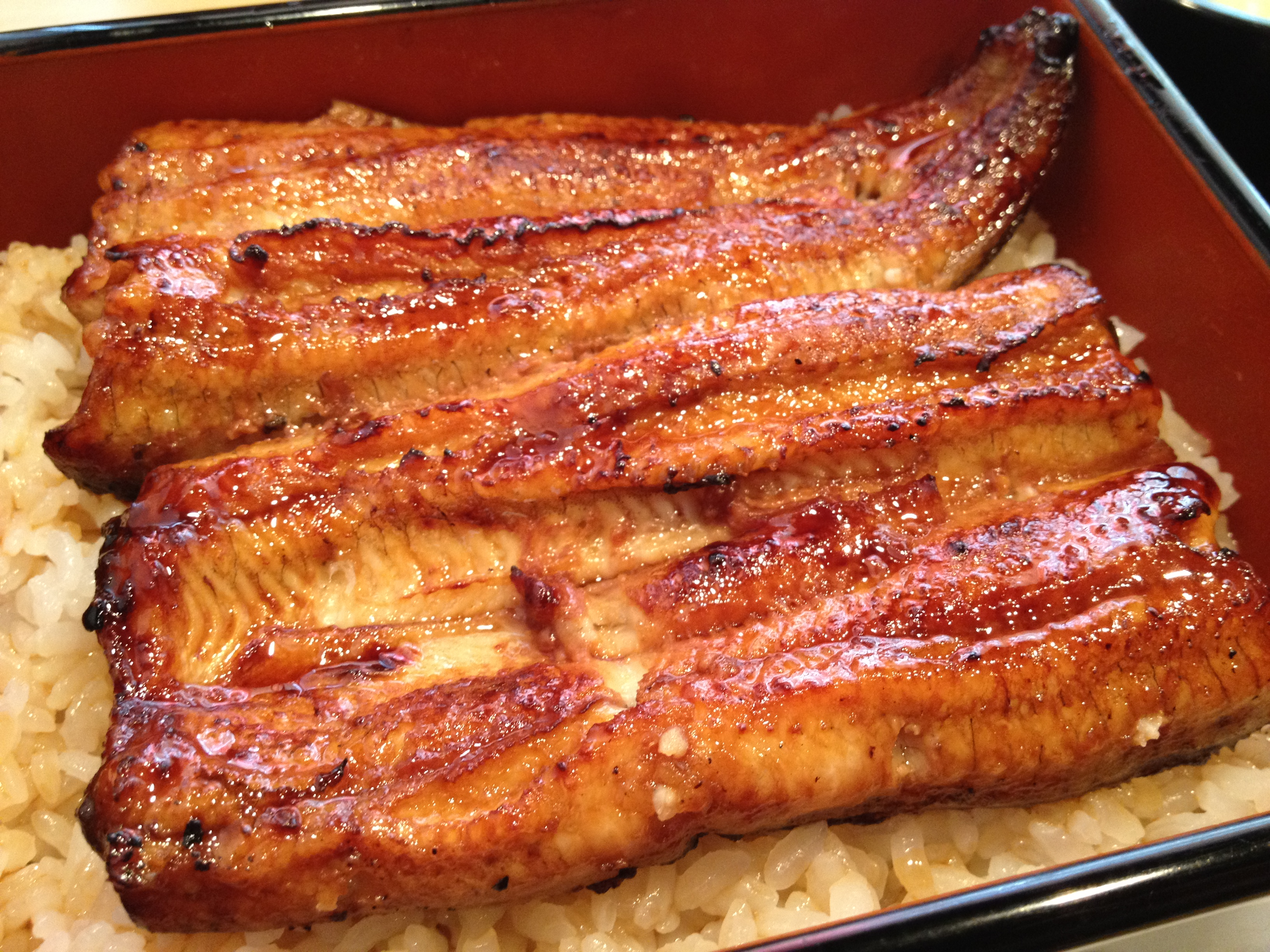
مارماهی کباب شده یا اوناگی در ژاپن
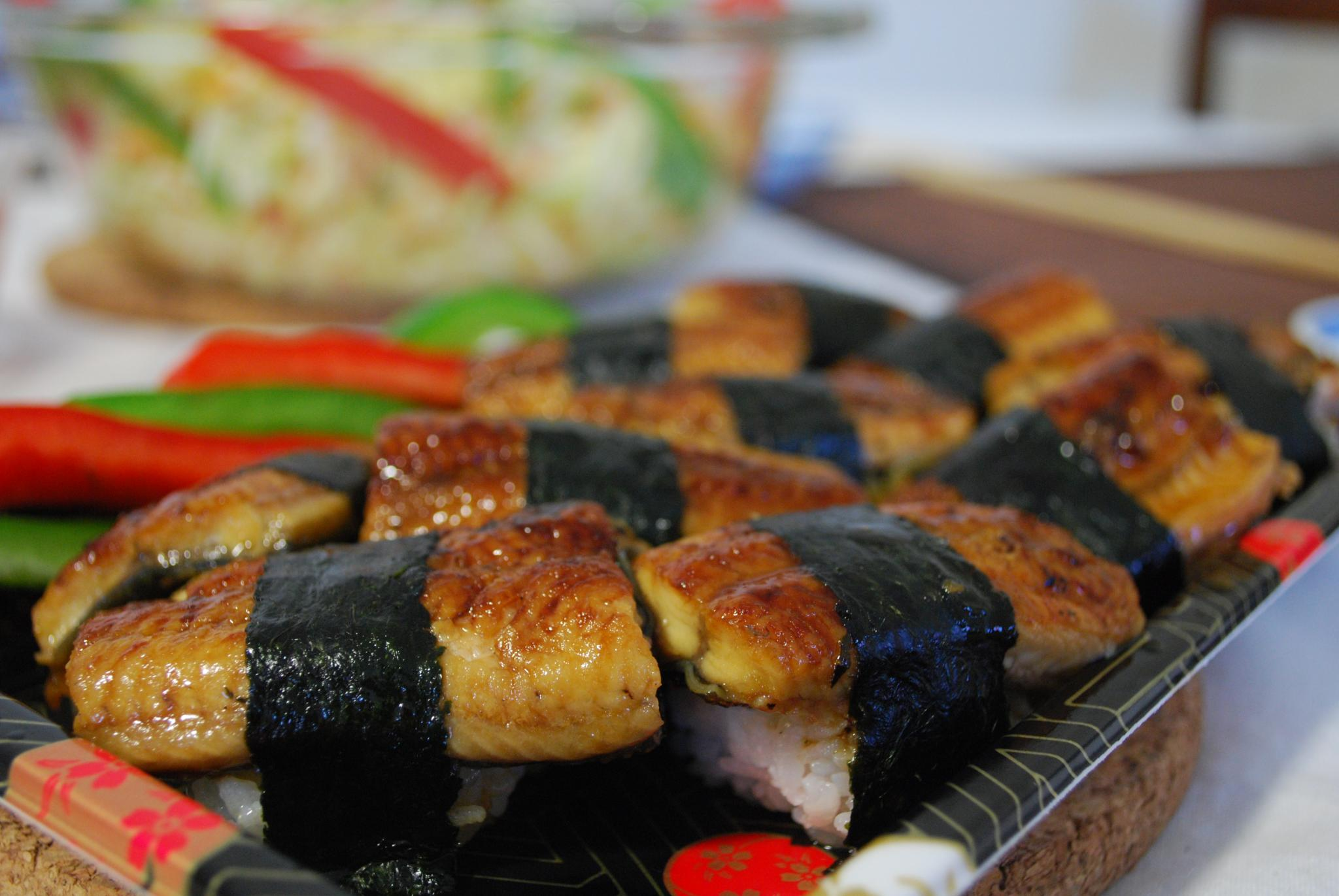
نوعی سوشی به نام اوناگی نیگیری سوشی